# Francesc Alabart i Sedó
Francesc Alabart i Sedó, conegut com a Quico Alabart, (Reus, 10 de setembre de 1959) és un antic jugador d'hoquei sobre patins català de les dècades de 1970 i 1980.

## Trajectòria
Format al Reus Deportiu, l'any 1976 debutà al primer equip, juntament amb Francesc Xavier Ibarz. Jugà al Reus Deportiu fins a 1984, any en què fou fitxat pel Liceo HC. Jugà amb el conjunt gallec fins a 1989, club on fou diversos cops campió d'Europa. Retornà al Reus Deportiu, on jugà fins a 1992.
Amb la selecció espanyola jugà durant 10 anys, entre 1978 i 1988, amb la que fou un cop campió del món i quatre cops campió d'Europa.

## Palmarès
Reus Deportiu
- Recopa d'Europa:
  - 1983-84
- Copa d'Espanya:
  - 1983

Liceo HC
- Copa d'Europa:
  - 1986-87, 1987-88
- Recopa d'Europa:
  - 1989
- Copa Continental:
  - 1987, 1988, 1989
- Copa Intercontinental:
  - 1987, 1989
- Lliga d'Espanya:
  - 1985-86, 1986-87
- Copa d'Espanya:
  - 1988, 1989

Espanya
- Campionat del Món:
  - 1980
- Campionat d'Europa:
  - 1979, 1981, 1983, 1985
- Campionat d'Europa Júnior:
  - 1978